# جوزيف دانا ويبستر
جوزيف دانا ويبستر (بالإنجليزية: Joseph Dana Webster)‏ هو ضابط أمريكي، ولد في 25 أغسطس 1811 في هامبتون في الولايات المتحدة، وتوفي في 12 أبريل 1876 في شيكاغو في الولايات المتحدة.